# Ключи (Благовещенский район)
Ключи (баш. Ключи) — деревня в Благовещенском районе Республики Башкортостан Российской Федерации. Входит в состав Покровского сельсовета.

## География

### Географическое положение
Расстояние до:
- районного центра (Благовещенск): 36 км,
- центра сельсовета (Покровка): 4 км,
- ближайшей ж/д станции (Загородная): 56 км.

## Население
| 2002 | 2009 | 2010 |
| ---- | ---- | ---- |
| 21   | ↘18  | ↘9   |

Согласно переписи 2002 года, преобладающие национальности — башкиры (57 %), русские (43 %).